# کوفینو
کوفینو (به لاتین: Kofinou) یک روستا در قبرس است که در ناحیه لارناکا واقع شده‌است.

## خصوصیات
کوفینو  ۱٬۳۱۲ نفر جمعیت دارد.